# Sellos de España en 2011
Los sellos de España en el año 2011 fueron puestos en circulación por la Sociedad Estatal Correos y Telégrafos de España (la impresión se realizó en la Fábrica Nacional de Moneda y Timbre). En total se emitieron 89 sellos postales (13 en hoja bloque), comprendidos en 37 series filatélicas de temáticas diversas.

## Descripción
| Fecha de emisión | Nombre de la serie y/o del sello (descripción) | Dimensiones (mm)            | Valor facial (en €) |
| ---------------- | --- | --------------------------- | ------------------- |
| 02.01            | «Autonomías» Carné de ocho sellos referentes a las comunidades autónomas españolas 1) Bandera y perfil geográfico de la ciudad de Ceuta | 35,0 × 24,5                 | A                   |
| 02.01            | 2) Bandera y perfil geográfico de Extremadura | 35,0 × 24,5                 | A                   |
| 02.01            | 3) Bandera y perfil geográfico de la ciudad de Melilla | 35,0 × 24,5                 | A                   |
| 02.01            | 4) Bandera y perfil geográfico de Islas Baleares | 35,0 × 24,5                 | A                   |
| 02.01            | 5) Bandera y perfil geográfico de la Comunidad de Madrid | 35,0 × 24,5                 | A                   |
| 02.01            | 6) Bandera y perfil geográfico de Castilla y León | 35,0 × 24,5                 | A                   |
| 02.01            | 7) Bandera y perfil geográfico de Navarra | 35,0 × 24,5                 | A                   |
| 02.01            | 8) El edificio del Tribunal Constitucional | 35,0 × 24,5                 | A                   |
| 03.01            | «Turismo español» 1) Ilustración alusiva que muestra a una joven cubriéndose con un pareo en una playa, y de fondo un caballo blanco y un pájaro apoyado en un marco rojo | 40,9 × 28,8                 | B                   |
| 12.01            | «Fauna - Mariposas» 1) La mariposa Charaxes jasius | 28,8 × 40,9                 | 0,65                |
| 12.01            | 2) La mariposa Melanargia ines | 28,8 × 40,9                 | 0,65                |
| 12.01            | 3) La mariposa Argynnis adippe | 28,8 × 40,9                 | 0,65                |
| 12.01            | 4) La mariposa Papilio machaon | 28,8 × 40,9                 | 0,65                |
| 20.01            | «Fiestas populares» 1) Ilustración alusiva a la Fiesta de Sant Sebastià en El Pont de Suert (Lérida), con motivo de su 425º aniversario. En el sello aparece una mano con una manzana roja y, al fondo, un fragmento del texto fundacional de la Cofradía de Sant Sebastià | 28,8 × 40,9                 | 0,35                |
| 20.01            | «Biodiversidad y oceanografía» 1) Con motivo de la celebración en 2010 del Año Internacional de la Biodiversidad por parte de la ONU, el sello reproduce el buque de investigación Hespérides, como imagen reflejada en la superficie del mar se ve la silueta de la corbeta Atrevida (Expedición Malaspina), y un frasco de muestras                                                                                       | 40,9 × 28,8                 | 0,50                |
| 24.01            | «Instrumentos musicales» 1) Una guitarra | 28,8 × 40,9                 | 0,35                |
| 24.01            | 2) Un laúd | 28,8 × 40,9                 | 0,35                |
| 24.01            | 3) Una mandolina | 28,8 × 40,9                 | 0,35                |
| 24.01            | 4) Un violín | 28,8 × 40,9                 | 0,35                |
| 27.01            | «Arquitectura» 1) La estación de tren de Almería | 40,9 × 28,8                 | 0,35                |
| 04.02            | «Serie básica» 1) La efigie del rey Juan Carlos I en color púrpura | 24,8 × 28,8                 | 0,35                |
| 04.02            | 2) La efigie del rey Juan Carlos I en color azul | 24,8 × 28,8                 | 0,50                |
| 04.02            | 3) La efigie del rey Juan Carlos I en color verde | 24,8 × 28,8                 | 0,80                |
| 04.02            | 4) La efigie del rey Juan Carlos I en color gris | 24,8 × 28,8                 | 2,84                |
| 07.02            | «Año Internacional de la Química» 1) Retrato de Marie Curie, ganadora del Premio Nobel de Química de 1910, con motivo de la celebración en 2011 del Año Internacional de la Química por la ONU | 40,9 × 28,8                 | 0,35                |
| 08.02            | «Efemérides» 1) Ilustración alusiva al 150.º aniversario de la Ley Hipotecaria | 40,9 × 28,8                 | 0,65                |
| 18.02            | «Valores cívicos» Cuatro sellos con dibujos alusivos a diferentes valores cívicos 1) Protección a las personas con discapacidad | 40,9 × 28,8                 | 0,35                |
| 18.02            | 2) Respeto en la Red | 40,9 × 28,8                 | 0,35                |
| 18.02            | 3) Uso del cinturón de seguridad | 40,9 × 28,8                 | 0,35                |
| 18.02            | 4) Por una ciudad más limpia | 40,9 × 28,8                 | 0,35                |
| 04.03            | «Catedrales» (HB) 1) Las Catedral de Sigüenza en la localidad homónima: en el sello se reproduce la Sacristía Mayor. La hoja bloque se muestra una vista panorámica de la catedral | 40,9 × 28,8 (105,6 × 79,2)  | 2,84                |
| 08.03            | «Día Internacional de la Mujer» 1) Diseño alusivo al Día Internacional de la Mujer, día celebrado el 8 de marzo de cada año por iniciativa de la ONU | 40,9 × 28,8                 | 0,80                |
| 04.04            | «Europa 2011» 1) Serie anual a cargo de PostEurop, ese año bajo el tema Bosques; el sello muestra una imagen del hayedo de la Pedrosa, ubicado en el municipio de Riofrío de Riaza (Segovia) | 28,8 × 40,9                 | 0,65                |
| 11.04            | «Faros» (HB) 1) El faro de Calella en la localidad homónima (Barcelona) | 28,8 × 40,9 (115,2 × 105,8) | 0,65                |
| 11.04            | 2) El faro de Chipiona en la localidad homónima (Cádiz) | 28,8 × 40,9 (115,2 × 105,8) | 0,65                |
| 11.04            | 3) El faro de La Entallada en la isla de Fuerteventura (Canarias) | 28,8 × 40,9 (115,2 × 105,8) | 0,65                |
| 11.04            | 4) El faro Cabo San Sebastián en Palafrugell (Gerona) | 28,8 × 40,9 (115,2 × 105,8) | 0,65                |
| 11.04            | 5) El faro de Castell de Ferro en la localidad homónima (Granada) | 28,8 × 40,9 (115,2 × 105,8) | 0,65                |
| 11.04            | 6) El faro de Valencia en la ciudad homónima | 28,8 × 40,9 (115,2 × 105,8) | 0,65                |
| 12.04            | «Juvenia» 1) Diseño ganador de la XXII Exposición Nacional de Filatelia Juvenil Juvenia 2011 celebrada en Santa Fe (Granada); el sello ilustra elementos alusivos a la ciudad y a las Capitulaciones | 28,8 × 40,9                 | 0,65                |
| 26.04            | «Cine español» Sello y hoja bloque con motivo del 25º aniversario de la creación de los Premios Goya 1) En la mitad izquierda del sello se reproduce una silueta estilizada de Francisco de Goya, pintor de cuyo homenaje son nombrados los premios, y en la derecha, el cartel de la película catalana Pan negro, ganadora del Goya a la Mejor Película ese año                                                            | 40,9 × 28,8                 | 0,35                |
| 26.04            | 2) El sello reproduce un detalle de la estatuilla del premio La hoja bloque muestra el nombre de los galardonados con el Premio Goya de honor, el emblema de la celebración del XXV aniversario y, de fondo, elementos representativos del cine (HB) | 40,9 × 28,8 (105 × 79)      | 2,84                |
| 12.05            | «Patrimonio mundial» (HB) 1) Imitación de una moneda de 2 euros con una imagen del Patio de los Leones. La hoja bloque muestra la entrada a una de las estancias de la Alhambra de Granada, conjunto palaciego incluido en la lista del Patrimonio de la Humanidad de la Unesco | (104,5 × 150)               | 2,00                |
| 16.05            | «Patrimonio nacional - Tapiz» (HB) 1) Fragmento del tapiz Dido despide a Eneas (hacia 1600), historia basada en la Eneida del poeta romano Virgilio, perteneciente a la colección del Palacio Real de Madrid. La hoja bloque muestra el tapiz completo | 57,6 × 40,9 (144 × 115)     | 2,84                |
| 31.05            | «Centenario de la Aviación Militar Española» (HB) Reproducción de tres modelos de aviones y un helicóptero del Ejército del Aire de España con ocasión de su centenario: 1) El helicóptero Aerospatiale SA-332 Super Puma (1982) | 40,9 × 28,8 (150 × 105,6)   | 0,65                |
| 31.05            | 2) El avión CASA C-101 Aviojet (1984) | 40,9 × 28,8 (150 × 105,6)   | 0,65                |
| 31.05            | 3) El avión Lockheed C-130 Hércules (1973) | 40,9 × 28,8 (150 × 105,6)   | 0,65                |
| 31.05            | 4) El avión Eurofighter EF-2000 Tifón (2003) | 122,7 × 28,8                | 0,65                |
| 13.06            | «Vías verdes» 1) Ilustración alusiva a las Vías verdes, proyecto iniciado en 1993 para convertir en un espacio de ocio y de deporte al aire libre las líneas de trenes sin servicio | 40,9 × 28,8                 | 0,35                |
| 17.06            | «Efemérides» 1) Una imagen de la Real Casa de la Aduana, sede del Ministerio de Economía y Hacienda; edificio construido por el Cuerpo de Arquitectos de la Hacienda Pública, con motivo del 105.º aniversario de su fundación | 40,9 × 28,8                 | 0,80                |
| 01.07            | «Jornada Mundial de la Juventud» 1) El logotipo oficial de la XXIV Jornada Mundial de la Juventud, celebrada en Madrid del 16 al 21 de agosto | 28,8 × 40,9                 | 0,80                |
| 15.07            | «Catedrales» (HB) 1) Vista de la torre campanario de la Catedral del Salvador de Albarracín en la localidad homónima (Teruel) La hoja bloque muestra una panorámica del conjunto catedralicio y de los edificios de su entorno | 28,8 × 40,9 (105,6 × 79,2)  | 2,84                |
| 22.07            | «Cine español» Dos destacados personajes de la cinematografía española: 1) El director Luis García Berlanga, además una pequeña imagen de un hombre con bufanda y maletín, en alusión a su película Bienvenido Mr. Marshall | 28,8 × 40,9                 | 0,80                |
| 22.07            | 2) El guionista Rafael Azcona, con una máquina de escribir que muestra una hoja con el título de una de sus películas más famosas, Belle Époque | 28,8 × 40,9                 | 0,80                |
| 05.09            | «Cerámica española» Cuatro piezas representativas de la cerámica de Manises 1) Un jarro de agua del siglo XIX, con aplicaciones en relieve, en loza esmaltada y decorada en policromía sobre cubierta | 28,8 × 40,9                 | 0,80                |
| 05.09            | 2) El jarrón de las gacelas, del siglo XIX, copiado de un original de cerámica musulmana; está hecho en loza esmaltada y decorado en azul y reflejos metálicos | 28,8 × 40,9                 | 0,80                |
| 05.09            | 3) Un plato del segundo tercio del siglo XIX, realizado en loza esmaltada y decorada sobre cubierta | 28,8 × 40,9                 | 0,80                |
| 05.09            | 4) Una botella modernista, elaborada hacia 1910 en mayólica esmaltada parcialmente y decorada en relieve y policromía bajo cubierta; reproduce el busto de una mujer de perfil | 28,8 × 40,9                 | 0,80                |
| 12.09            | «Arte contemporáneo» (HB) Cuatro sellos con obras representativas del pintor y escultor Antoni Tàpies 1) Gran silla (1989) | 28,8 × 40,9 (79,2 × 105,6)  | 0,80                |
| 12.09            | 2) Paja y madera (1969) | 28,8 × 40,9 (79,2 × 105,6)  | 0,80                |
| 12.09            | 3) Cabeza y bandera (1946) | 28,8 × 40,9 (79,2 × 105,6)  | 0,80                |
| 12.09            | 4) Cartel de la inauguración de la Fundació Antoni Tàpies (1990) | 28,8 × 40,9 (79,2 × 105,6)  | 0,80                |
| 19.09            | «Selección española de fútbol» Diez dibujos que representan diferentes momentos históricos de la selección española de fútbol 1) El jugador Rafael Moreno Pichichi (HB) | 40,9 × 57,6 (163,6 × 144)   | 0,80                |
| 19.09            | 2) El portero Ricardo Zamora | 40,9 × 57,6                 | 0,80                |
| 19.09            | 3) La excelente delantera de los años 50, compuesta principalmente por Miguel, Kubala, Di Stéfano, Suárez, Gento | 81,8 × 28,8                 | 0,80                |
| 19.09            | 4) El gol de Zarra contra Inglaterra que le dio a la selección el 4o puesto en el Mundial de Brasil 1950 | 40,9 × 57,6                 | 0,80                |
| 19.09            | 5) El gol de Marcelino que le dio la victoria a la selección en la Eurocopa de España 1964 | 81,8 × 28,8                 | 0,80                |
| 19.09            | 6) El gol que le dio la clasificación para el Mundial de Argentina 1978 (HB) | 40,9 × 57,6 (163,6 × 144)   | 0,80                |
| 19.09            | 7) La celebración de la Copa Mundial de Fútbol de 1982 en España | 40,9 × 57,6                 | 0,80                |
| 19.09            | 8) La medalla de oro en los Juegos Olímpicos de Barcelona 1992 | 81,8 × 28,8                 | 0,80                |
| 19.09            | 9) El gol de Torres que le dio la victoria a la selección en la Eurocopa de 2008 | 40,9 × 57,6                 | 0,80                |
| 19.09            | 10) El gol de Iniesta que le dio la victoria a la selección en el Mundial de Sudáfrica 2010 | 81,8 × 28,8                 | 0,80                |
| 01.10            | «Exfilna 2011» (HB) 1) Diseño alusivo a la XLIX Exposición Filatélica Nacional (Exfilna), celebrada en Valladolid entre el 30 de septiembre y el 8 de octubre; el sello muestra una vista de la Cúpula del Milenio, pabellón construido para la Expo de Zaragoza 2008 y adquirido por el Ayuntamiento de Valladolid, sede de la Exfilna La hoja bloque muestra una vista aérea de la Cúpula del Milenio y el barrio aledaño | 40,9 × 28,8 (105,6 × 79,2)  | 2,84                |
| 03.10            | «Personajes» Retratos de cinco personalidades destacadas de la cultura nacional 1) El periodista y escritor Miguel Delibes | 28,8 × 40,9                 | 0,80                |
| 03.10            | 2) El poeta Luis Rosales | 40,9 × 28,8                 | 0,80                |
| 03.10            | 3) El político y escritor Gaspar Melchor de Jovellanos | 40,9 × 28,8                 | 0,80                |
| 03.10            | 4) El médico y teólogo Miguel Servet | 40,9 × 28,8                 | 0,80                |
| 03.10            | 5) El escritor y Premio Nobel de Literatura en 2010 Mario Vargas Llosa (el sello muestra solamente el nombre del escritor; cada sello aparece con una viñeta sin valor postal que reproduce una imagen del escritor) | 28,8 × 40,9                 | 0,80                |
| 11.10            | «América - UPAEP» 1) Diseño elegido por España para la emisión conjunta de la UPAEP de ese año bajo el tema "Buzones", que representa un buzón de mármol blanco, con forma de una cabeza de león rematada por una torre almenada; estuvo instalado en la antigua sede del correo central de Madrid, situado en la Casa de Postas de la Puerta del Sol, hasta 1916                                                           | 28,8 × 40,9                 | 0,80                |
| 20.10            | «Moda española» (HB) Cuatro modelos del modisto Elio Berhanyer 1) Vestido largo de fiesta, en tafetán de rayón negro con vivos en blanco y volantes horizontales, con una banda ancha en la cintura (año 1970) | 28,8 × 49,8 (105,6 × 150)   | 0,80                |
| 20.10            | 2) Traje formado por vestido y chaqueta corta, de algodón blanco, estampado en rayas horizontales de color verde (año 1970) | 28,8 × 49,8 (105,6 × 150)   | 0,80                |
| 20.10            | 3) Conjunto de abrigo y vestido: el abrigo de lana color amarillo, escote a caja y cuello redondeado; el vestido es de lana blanca en el cuerpo y amarillo en la falda (año 1972) | 28,8 × 49,8 (105,6 × 150)   | 0,80                |
| 20.10            | 4) Vestido largo de fiesta, en algodón blanco combinado con estampados de lunares negros, de menor tamaño en el cuerpo; escote redondeado, manga corta y banda negra a la cintura (año 1975) | 28,8 × 49,8 (105,6 × 150)   | 0,80                |
| 03.11            | «Navidad 2011» Dos representaciones de la Sagrada Familia con el Niño 1) Escultura de Luisa Roldán | 40,9 × 28,8                 | 0,35                |
| 03.11            | 2) Dibujo a cargo del artista J. Carrero | 28,8 × 40,9                 | 0,65                |
| 04.11            | «Efemérides» 1) Vista de la parte superior (el frontispicio) de la Biblioteca Nacional de España, con motivo de su tercer centenario | 40,9 × 28,8                 | 0,80                |
| 05.11            | «50.º aniversario del Salón Náutico de Barcelona» 1) Una embarcación a vela en alta mar con motivo del 50.º aniversario del Salón Náutico de Barcelona | 28,8 × 40,9                 | 0,80                |
| 08.11            | «Catedrales» (HB) 1) La torre de la Catedral de Nuestra Señora de la Huerta de Tarazona en la localidad de Tarazona (provincia de Zaragoza) La hoja bloque muestra una vista lateral de la catedral | 28,8 × 40,9 (105,6 × 79,2)  | 2,84                |
| 10.11            | «Año de España en Rusia y de Rusia en España» 1) Diseño que combina los colores de las banderas de España y Rusia | 40,9 × 28,8                 | 0,80                |